# 克拉克森的农场
《克拉克森的农场》（英語：Clarkson's Farm）是Gavin Whitehead执导，杰里米·克拉克森、Kaleb Cooper、Charlie Ireland等主演的纪录片，该片于2021年6月10日在亚马逊Prime Video上首播。播出后受到热烈评价，仅一个月后亚马逊便续订了第二季，已于2023年2月播出；於2022年10月亚马逊宣布续订第三季。於2023年11月，亚马逊宣布续订第四季。

## 内容简介
杰里米·克拉克森突发奇想，决定自己亲自经营在英国科茨沃尔德的农场，展开的啼笑皆非的故事。

## 播出时间
| 季數 | 集数 | 集数 | 首播日期      | 首播日期      |
| 季數 | 集数 | 集数 | 首映          | 季终          |
| ---- | ---- | ---- | ------------- | ------------- |
| 1    | 8    | 8    | 2021年6月11日 | 2021年6月11日 |
| 2    | 8    | 8    | 2023年2月10日 | 2023年2月10日 |
| 3    | 8    | 8    | 2024年5月3日  | 2024年5月10日 |

## 外部連結
- 互联网电影数据库（IMDb）上《克拉克森的农场》的资料（英文）
- 豆瓣电影上《克拉克森的农场》的資料 （简体中文）